# Fédération Bangladesh Tarikat
La Fédération Bangladesh Tarikat (Bangladesh Tarikat Fédératrion, abrégée BTK) est un parti politique laïc et soufi du Bangladesh fondé par Syed Najibul Bashar Maizbhandari de la tariqa Maizbhandaria. Bashar est, en 2021, le seul député représentant la Fédération au sein du Jatiya Sangsad.

## Contexte

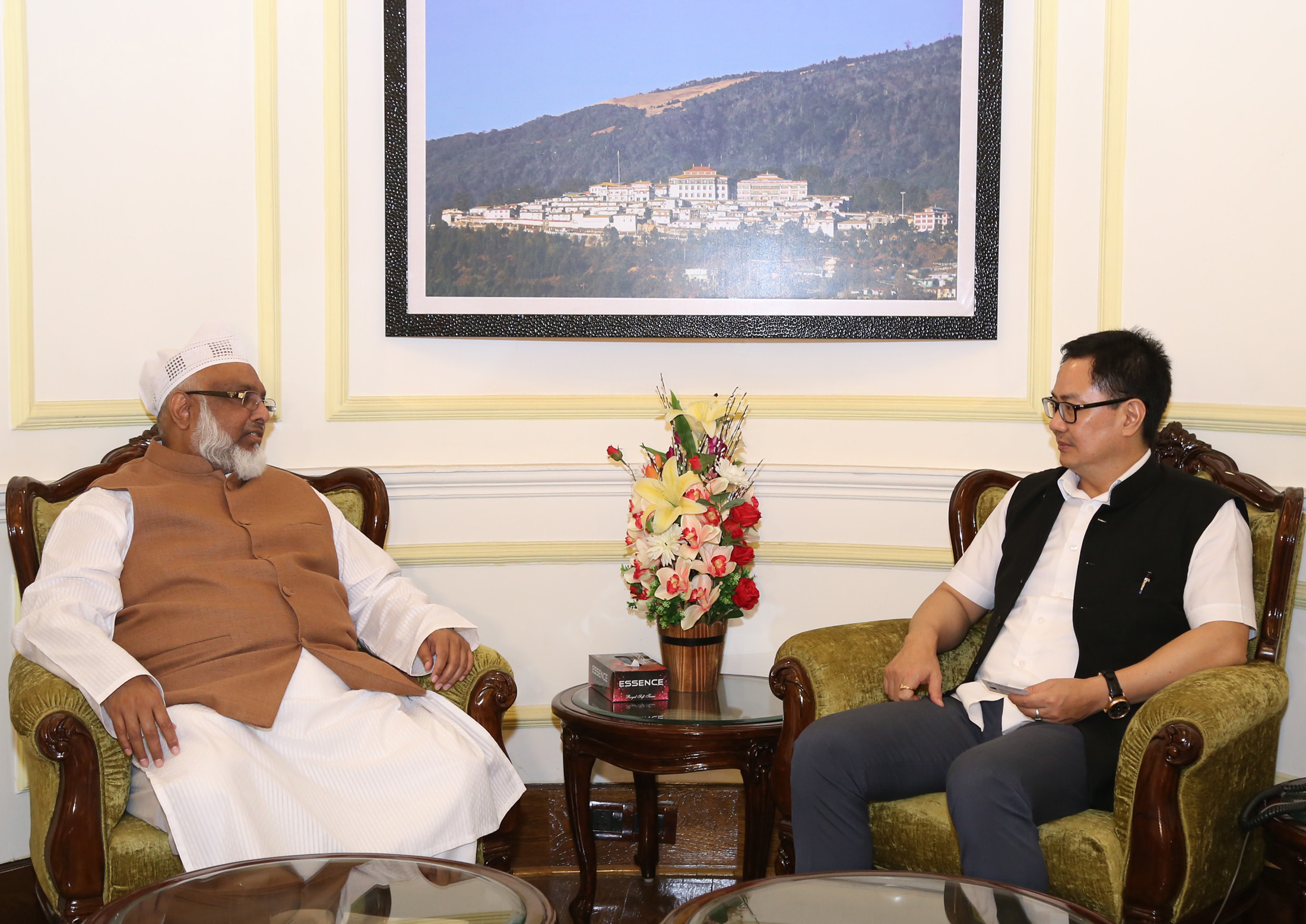
Le fondateur et président du BTF, Syed Najibul Bashar, à New Delhi avec Kiren Rijiju, le ministre indien de l'Intérieur en 2018.

Après les élections législatives de 2001 (en) au Bangladesh, un gouvernement de coalition a été formé sous la direction du Parti nationaliste (BNP), dirigé par la Première ministre Khaleda Zia. Le gouvernement de coalition comprenait également le parti islamiste Jamaat-e-Islami (JI). Cette décision a été vivement critiquée par les partis d'opposition et n'a pas fait l'unanimité au sein du BTK, car le Jamaat s'était opposé à l'indépendance du Bangladesh du Pakistan lors de la guerre d'indépendance de 1971 et avait soutenu l'armée pakistanaise dans la répression du mouvement d'indépendance. Durant la période de gouvernement de coalition jusqu'en 2005, des actions terroristes et des attentats à la bombe ont été commis à plusieurs reprises par des groupes islamistes au Bangladesh. Une série d'attentats à la bombe perpétrés dans tout le pays le 17 août 2005 par l'organisation terroriste illégale Jamaat-ul-Mujahideen Bangladesh a été particulièrement spectaculaire. De plus, toute une série d'attentats à la bombe perpétrés par des extrémistes islamistes (sunnites) contre des sanctuaires soufis avaient eu lieu. Des rumeurs récurrentes faisaient état de liens secrets entre le Jamaat et les terroristes islamistes, mais ces derniers les niaient,.
En raison de ces liens largement supposés du Jamaat avec le terrorisme islamiste sunnite, plusieurs organisations sunnites et soufies ont appelé le 6 juillet 2005 la Première ministre à renvoyer les ministres du Jamaat du cabinet. Les personnes qui ne font pas preuve de respect envers les sanctuaires soufis, les mausolées et les sanctuaires doivent être punies. Comme cela n'a pas été le cas, le politicien du BNP Mujibul Bashar Maizbhandari a déclaré fin septembre 2005 qu'il quittait le BNP. Il ne pouvait plus soutenir une coalition avec le Jamaat. Une semaine plus tard, le 3 octobre 2005, il a annoncé à Dacca la création d'un nouveau parti, la Bangladesh Tariqat Federation, dont le nom fait référence au terme « tarīqa » issu du soufisme, qui constituait une partie essentielle de la base idéologique du parti,.

## Élections
En 2006, le BTF a formé une alliance (Jatiya Oikya Front, Front national uni) avec deux autres micro-partis, Bikalpa Dhara Bangladesh et Oikya Manch.
Lors des élections législatives de 2008, le BTF a remporté 19 750 voix (0,03 %) par rapport au Jamaat-e-Islami, qui a obtenu 3,16 millions de voix (4,5 %), mais ne gagne aucun siège.
En janvier 2009, le BTF et d'autres partis ont déposé une plainte auprès de la Commission électorale du Bangladesh afin de retirer l'enregistrement du Jamaat-e-Islami en tant que parti politique, au motif qu'il ne respectait pas les principes établis du code électoral. Le 1er août 2013, la Cour suprême du Bangladesh a retiré au JI son enregistrement en tant que parti politique, ce qui a empêché le Jamaat de participer aux élections législatives de 2014. Le 5 août 2013, lors d'une conférence de presse, des représentants de la BTF ont exprimé leur satisfaction quant à ce jugement et ont demandé l'interdiction totale du Jamaat-e-Islami. Le Jamaat n'est pas un véritable parti politique, mais une organisation basée sur la religion qui promeut des idées communautaristes. Elle pourrait donc être interdite par un simple décret gouvernemental,.
Avant les élections législatives de 2014, BTF s'est allié à la Ligue Awami dans le cadre d'une alliance multipartite (Grande Alliance (en)). Cette alliance a obtenu une majorité des deux tiers au Parlement en raison du boycott des élections par les partis d'opposition. La Fédération Tariqat a également remporté l'une des 300 circonscriptions, Chittagong-2, où le leader du parti a gagné et a participé au gouvernement suivant sous Sheikh Hasina.
À la suite des élections législatives de 2014, la Fédération a toutefois réussi à obtenir deux sièges parlementaires, avec Bashar à Chittagong-2 et l'ancien secrétaire général du parti, M. A. Awal (en), à Lakshmipur-1,,,,. En 2017, Awal a tenté de former une coalition de partis islamiques qui comprendrait l'Islami Oikya Jote (en) ainsi que le Bangladesh Khilafat Andolan (en), le Faraizi Andolan (en) et l'Imam-Ulama Parishad. Cependant, cette tentative a été contrée par Bashar, le président de la Fédération. Le 17 avril 2018, Bashar a remplacé Awal par Syed Rezaul Haq Chandpuri au poste de secrétaire général.
Le parti a cherché à obtenir trente sièges pour participer aux élections générales bangladaises de 2018 sous l'égide de la Grande Alliance. Le parti n'a réussi à conserver que la circonscription de Chittagong-2, qui est également le siège de l'ordre de Maizbhandaria.

## Opinions
En réaction à l'attentat de juillet 2016 à Dacca, Bashar a affirmé que le système des madrasas Qawmi était à blâmer pour l'émergence du terrorisme au Bangladesh.